# Anonyma tillfrisknande par
Anonyma tillfrisknande par eller RCA (efter Recovering Couples Anonymous) är ett tolvstegsprogram för tillfrisknande par. Det första tolvstegsprogrammet var Anonyma Alkoholister och precis som andra tolvstegsgrupper har RCA haft deras steg som grund. RCA strävar efter att återställa en sund kommunikation och omtanke inom en relation, och därigenom uppnås större glädje och intimitet. Många av medlemmarna deltar i andra tolvstegsprogram.
Det enda kravet för medlemskap i RCA är en önskar att stanna kvar i en åtagen relation. RCA är helt självförsörjande genom frivilliga bidrag från sina medlemmar. Lokala grupper finns på flera orter.